# Nicolò Rusca

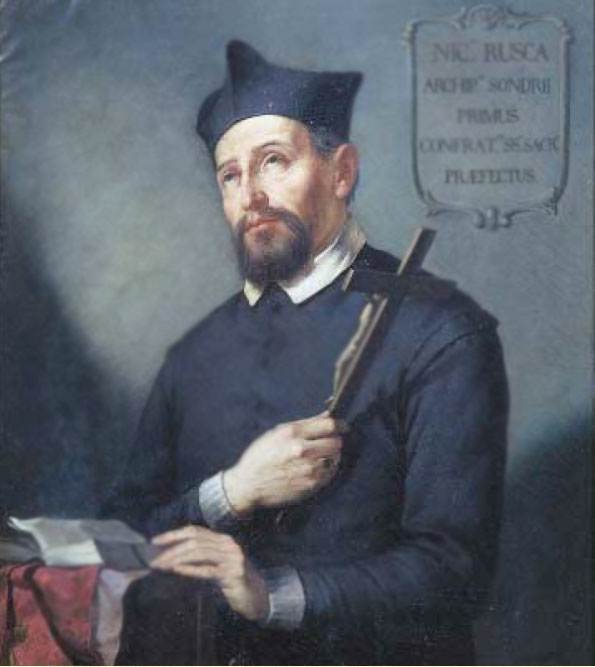
Nicolò Rusca auf einem Gemälde von Antonio Caimi (1852)

Nicolò Rusca (* 20. April 1563 in Bedano; † 4. September 1618 in Thusis) war römisch-katholischer Erzpriester in Sondrio. Er verlor sein Leben im Zuge der religiösen Wirren im Veltlin des 17. Jahrhunderts.

## Leben
Er war adeliger Herkunft und studierte 1580 bis 1587 am Helvetischen Kollegium in Mailand. 1588 war er Pfarrer in Sessa und ab 1590 Erzpriester in Sondrio. Rusca spielte eine aktive Rolle in der Gegenreformation – er nannte sich selber Ketzerhammer – und bekämpfte im Auftrag des Comer Bischofs die geplante reformierte Landesschule. Er predigte eifrig die biblischen Glaubensgrundsätze in Plurs und Tirano, unterstützte Arme, lehrte den Katechismus und erzeugte durch sein asketisch-religiöses Leben eine grosse Missgunst bei seinen evangelischen Mitchristen. In Bünden und insbesondere in der Untertane Veltlin entbrannten ab 1614 Unruhen wegen des Bundes mit Venedig, das den reformierten Glauben auch im Veltlin gleichstellen wollte. Das katholisch orientierte französisch-spanische Bündnis und deren Anhänger in Graubünden gerieten darob in Streit.
1617 wurde Rusca von den Bündner Behörden unter Mitwirkung von Jörg Jenatsch durch Hauptmann Buol von Maladers verhaftet. Beide waren als Evangelische dem Bündnis mit Venedig zugewandt und wollten die Machtverhältnisse und die katholische Mehrheit im Veltlin mit Gewalt  brechen. Erzpriester Rusca wurde als angeblicher Ketzer und Landesverräter vor das Thusner Strafgericht gestellt und im folgenden Jahr zu Tode gefoltert. Dieses Verbrechen war eine der Ursachen für den Veltliner Mord und die Bündner Wirren von 1620. Wenige Wochen nach dem Tode von Rusca ereignete sich der Bergsturz von Plurs 1618, was von der Bevölkerung als Zeichen für den göttlichen Unmut über die Vorgänge in Bünden angesehen wurde.
Von 1619 bis 1845 wurden Ruscas Gebeine im Kloster Pfäfers aufbewahrt; heute liegen sie in der Stiftskirche von Sondrio.
Am 21. April 2013 wurde Rusca in Sondrio seliggesprochen, was in protestantischen Bündner Kreisen als Provokation empfunden wird. Die Seligsprechung von Nicolo Rusca ist die erste derartige Auszeichnung eines Schweizers seit der Heiligsprechung von Bernarda Bütler 2008.

### In deutscher Sprache
- P. F. Heinrich Murer. Helvetia Sancta. H. Schweitzerland (...). Beschreibung der Heiligen des Schweizerlandes. Kartause Itingen. 1751
- Eugen Durnwalder. Kleines Repertorium der Bündner Geschichte. Chur 1970
- Chris Faschon: Rom spricht den «Ketzerhammer gegen Protestanten» selig, SRF News, 19. April 2013

### In italienischer Sprache
- Alessandro Botta: Nicolò Rusca pastore buono. Banca Popolare di Sondrio.
- Cesare Cantù: Il Sacro Macello Di Valtellina. Projekt Gutenberg.
- Pier Carlo Della Ferrera: Nicolò Rusca “Odiate l’errore, amate gli erranti”. Banca Popolare di Sondrio.
- Claudia di Filippo Bareggi: Politica, religione e società nella Valtellina del primo governo grigione. Banca Popolare di Sondrio.
- Paolo Tognina: Il tribunale penale di Thusis (1618) e la morte di Nicolò Rusca. Banca Popolare di Sondrio.
- Nicolò Rusca (italienisch) auf ti.ch/can/oltreconfiniti